# أدز (تراث شعبي)
الأدز هو كائن مصاص دماء في فلكلور شعب الإوي. وهي مجموعة عرقية إفريقية في غانا. في البرية، يتخذ الأدز شكل اليراعة، على الرغم من أنه سيتحول إلى شكل بشري وذلك عند القبض عليه. وعندما يكون في شكل بشري، سيمتلك الإدز قدرة السيطرة على البشر.